# أدريان دوبويس
أدريان دوبويس (بالإنجليزية: Adrian Dubois)‏ (16 أبريل 1987 بأكوورث في الولايات المتحدة - ) هو لاعب كرة قدم أمريكي في مركز الوسط. لعب مع وسترن ماس بيونيرز وAlbany BWP Highlanders ‏ وOrange County SC ‏ وSeacoast United Phantoms ‏.

## وصلات خارجية
- أدريان دوبويس على موقع قاعدة بيانات كرة القدم.إي يو (الإنجليزية)